# Гіперграф

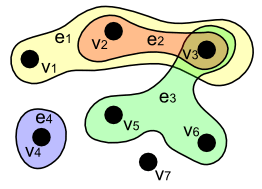
гіперграф з вершинами,
та ребрами
.

Гіпергра́ф — узагальнення графа, в якому ребром називається не пара вершин графа, а довільна підмножина вершин графа.
Математично, гіперграф являє собою пару {\displaystyle \ (V,E)}, де
{\displaystyle \ V} — непорожня множина об'єктів деякої природи, які називають вершинами гіперграфа,
{\displaystyle \ E} — сімейство непорожніх підмножин множини {\displaystyle \ V}, які називають ребрами гіперграфа.